# Dziewierzewo
Dziewierzewo (od 1907 niem. Lindenbrück) – wieś pałucka w Polsce położona w województwie kujawsko-pomorskim, w powiecie nakielskim, w gminie Kcynia.

## Położenie
Wieś położona 6,5 km na południe od Kcyni.

## Historia
Dziewierzewo w XIV wieku była własnością Nałęczów. Zachował się tu murowany dwór z XIX wieku – obecnie mieści się w nim szkoła – oraz poewangelicki kościół neoromański z lat 1908–1909. Wyposażenie kościoła jest wcześniejsze, pochodzi bowiem z XVIII i XIX wieku. Na uwagę zasługuje ołtarz główny z 1861 roku, pochodzi on z poznańskiego kościoła Najświętszej Marii Panny, koło Katedry. We wsi zachowały się także resztki dawnego kościoła, rozebranego przez hitlerowców w 1940 roku.

## Podział administracyjny
W latach 1954–1971 wieś należała i była siedzibą władz gromady Dziewierzewo, po jej zniesieniu w gromadzie Gorzyce. W latach 1975–1998 miejscowość administracyjnie należała do województwa bydgoskiego.

## Demografia
Według Narodowego Spisu Powszechnego (III 2011 r.) liczyła 684 mieszkańców. Jest największą miejscowością gminy Kcynia.

## Znane osoby
Z Dziewierzewa pochodził ppor. Marek Uleryk, funkcjonariusz BOR-u zmarły tragicznie podczas katastrofy polskiego Tu-154 w Smoleńsku 10 kwietnia 2010.